# Vitreledonella alberti
Vitreledonella alberti is een inktvissensoort uit de familie van de Amphitretidae. De wetenschappelijke naam van de soort werd voor het eerst geldig gepubliceerd in 1924 door Joubin.